# Paevere
Paevere is een plaats in de Estlandse gemeente Saaremaa, provincie Saaremaa. De plaats heeft de status van dorp (Estisch: küla) en telt 50 inwoners (2021).
Tot in december 2014 behoorde Paevere tot de gemeente Kärla, tot in oktober 2017 tot de gemeente Lääne-Saare en sindsdien tot de fusiegemeente Saaremaa.

## Geschiedenis
Paevere ontstond pas in 1920 als nederzetting op het voormalige landgoed van Paadla (Duits: Padel) en heette tot 1934 ook Paadla.
Het landgoed Paadla werd gesticht in de 16e eeuw en behoorde tot de onteigening door het onafhankelijk geworden Estland in 1919 toe aan de familie von Buxhoeveden. Het landhuis van het landgoed, dat op het grondgebied van Paevere ligt, is gebouwd rond 1800 en compleet vernieuwd in de jaren 1860-1880. Het staat inmiddels al vele jaren leeg en in 2008 stortte het gedeeltelijk in.